# 永康三崁店糖廠防空洞群
永康三崁店糖廠防空洞群是臺灣臺南市的文化資產，位於永康區，是當時三崁店製糖所（後來的永康糖廠）因應第二次世界大戰所造的設施，於民國九十八年（2009年）5月27日公告為歷史建築。在其附近尚有市定古蹟三崁店社。
二次大戰期間，由於糖廠附近多設有酒精工廠以提煉酒精充當替代燃料，故成為空襲的首要目標之一。在此背景下，三崁店製糖所亦在廠區內建造不少磚砌的防空洞，並留存至今成為見證過去戰爭歲月之產物，遂登錄為文化資產。